# 동경 51도
동경 51도(東經51度)는 본초 자오선에서 동쪽으로 51도 떨어진 경선이다. 북극점에서 시작하여 북극해, 유럽, 아시아, 아프리카, 인도양, 남극해, 남극을 거쳐 남극점에 이른다.
동경 51도는 서경 129도와 이어져 지구의 둘레를 이룬다.
북극점에서 남극점까지 동경 51도선은 다음 지역을 지나간다.
| 좌표                                                  | 나라, 지역, 해역 | 주석                                                                                            |
| ----------------------------------------------------- | ---------------- | ----------------------------------------------------------------------------------------------- |
| 북위 90° 0′ 동경 51° 0′  / 북위 90.000° 동경 51.000°  | 북극해           |                                                                                                 |
| 북위 81° 9′ 동경 51° 0′  / 북위 81.150° 동경 51.000°  | 러시아           | 제믈랴프란차이오시파 제도 아르투라섬                                                            |
| 북위 81° 6′ 동경 51° 0′  / 북위 81.100° 동경 51.000°  | 바렌츠해         |                                                                                                 |
| 북위 80° 52′ 동경 51° 0′  / 북위 80.867° 동경 51.000° | 러시아           | 제믈랴프란차이오시파 제도 제믈랴게오르가섬                                                      |
| 북위 80° 33′ 동경 51° 0′  / 북위 80.550° 동경 51.000° | 바렌츠해         |                                                                                                 |
| 북위 80° 6′ 동경 51° 0′  / 북위 80.100° 동경 51.000°  | 러시아           | 제믈랴프란차이오시파 제도 노르트브루크섬                                                        |
| 북위 79° 55′ 동경 51° 0′  / 북위 79.917° 동경 51.000° | 바렌츠해         |                                                                                                 |
| 북위 68° 28′ 동경 51° 0′  / 북위 68.467° 동경 51.000° | 러시아           |                                                                                                 |
| 북위 51° 41′ 동경 51° 0′  / 북위 51.683° 동경 51.000° | 카자흐스탄       |                                                                                                 |
| 북위 46° 56′ 동경 51° 0′  / 북위 46.933° 동경 51.000° | 카스피해         |                                                                                                 |
| 북위 45° 0′ 동경 51° 0′  / 북위 45.000° 동경 51.000°  | 카자흐스탄       | 망귀쉴라크반도                                                                                  |
| 북위 44° 49′ 동경 51° 0′  / 북위 44.817° 동경 51.000° | 카스피해         | 망귀쉴라크만                                                                                    |
| 북위 44° 31′ 동경 51° 0′  / 북위 44.517° 동경 51.000° | 카자흐스탄       | 망귀쉴라크반도                                                                                  |
| 북위 43° 54′ 동경 51° 0′  / 북위 43.900° 동경 51.000° | 카스피해         |                                                                                                 |
| 북위 36° 46′ 동경 51° 0′  / 북위 36.767° 동경 51.000° | 이란             |                                                                                                 |
| 북위 28° 51′ 동경 51° 0′  / 북위 28.850° 동경 51.000° | 페르시아만       |                                                                                                 |
| 북위 25° 59′ 동경 51° 0′  / 북위 25.983° 동경 51.000° | 카타르           |                                                                                                 |
| 북위 24° 35′ 동경 51° 0′  / 북위 24.583° 동경 51.000° | 사우디아라비아   |                                                                                                 |
| 북위 18° 47′ 동경 51° 0′  / 북위 18.783° 동경 51.000° | 예멘             |                                                                                                 |
| 북위 15° 8′ 동경 51° 0′  / 북위 15.133° 동경 51.000°  | 인도양           | 아덴만                                                                                          |
| 북위 11° 54′ 동경 51° 0′  / 북위 11.900° 동경 51.000° | 소말리아         |                                                                                                 |
| 북위 10° 22′ 동경 51° 0′  / 북위 10.367° 동경 51.000° | 인도양           |                                                                                                 |
| 남위 9° 13′ 동경 51° 0′  / 남위 9.217° 동경 51.000°   | 세이셸           | 아톨주                                                                                          |
| 남위 9° 32′ 동경 51° 0′  / 남위 9.533° 동경 51.000°   | 인도양           | 세이셸 파쿠하르아톨섬의 바로 서쪽을 지나감 프랑스령 남방 및 남극 지역 크로제 제도 사이를 지나감 |
| 남위 60° 0′ 동경 51° 0′  / 남위 60.000° 동경 51.000°  | 남극해           |                                                                                                 |
| 남위 66° 16′ 동경 51° 0′  / 남위 66.267° 동경 51.000° | 남극             | 오스트레일리아령 남극 지역, 오스트레일리아가 영유권을 주장한다.                                 |

## 같이 보기
- 동경 50도
- 동경 52도